# ریان ایر سرویسز
ریان ایر سرویسز (به انگلیسی: Ryan Air Services) یک شرکت هواپیمایی با کد یاتا 7S* است که در تاریخ ۱۹۵۳ میلادی تأسیس شده است.
دفتر مرکزی ریان ایر سرویسز در انکوریج، آلاسکا واقع شده‌است و قطب این شرکت هواپیمایی در فرودگاه انیاک قرار دارد و به The Bush (Alaska)، پرواز مستقیم انجام می‌دهد.